# Eugène Rouher
Eugène Rouher (Riom, 30 november 1814 - Parijs, 3 februari 1884) was een Frans advocaat en politicus. Hij was een van de belangrijkste figuren van het Tweede Franse Keizerrijk. Zijn vooraanstaande positie in het bestuur van Frankrijk in de jaren 1860 leveren hem de bijnaam vice-keizer op.

## Biografie

### Julimonarchie
Eugène Rouher studeerde rechten in Parijs. In 1830 werd hij advocaat aan de balie van zijn geboorteplaats Riom. Als advocaat trad hij meermaals op in politieke processen. Als conservatieve orleanist stond hij een autoritaire monarchie voor. In 1846 nam hij voor het eerst deel aan de parlementsverkiezingen, maar geraakte niet verkozen. In 1842 huwde hij met Léontine, dochter van Hippolyte Conchon, de burgemeester van Clermont-Ferrand.

### Tweede Franse Republiek
In 1848 geraakte hij evenwel verkozen in de grondwetgevende vergadering, die werd samengeroepen na de val van de Julimonarchie als gevolg van de Februarirevolutie. Hij sloot zich aan bij de Ordepartij en verklaarde in het parlement ten aanzien van linkse parlementsleden: "Votre révolution de février n'a été qu'une catastrophe!" ("Uw Februarirevolutie is niets meer dan een catastrofe!"). In mei 1849 geraakte hij herverkozen. Nadien diende hij een wetsvoorstel in dat de verbanning als straf invoerde voor politieke delicten. Deze wet werd aangenomen en beschouwde men als een alternatief voor de doodstraf, die voor politieke delicten was afgeschaft. In 1850 stemde hij mee de wet die het algemeen stemrecht voor mannen inperkte.

### Tweede Franse Keizerrijk
Na de staatsgreep van 2 december 1851 door de latere keizer Napoleon III was Rouher samen met Raymond-Théodore Troplong de voornaamste opsteller van de Franse grondwet van 1852. Samen met Victor de Persigny was hij tevens de opsteller van een wet die de persvrijheid inperkte en een systeem van voorafgaande machtigingen invoerde. Door deze wetten werd het Autoritaire Keizerrijk een feit.

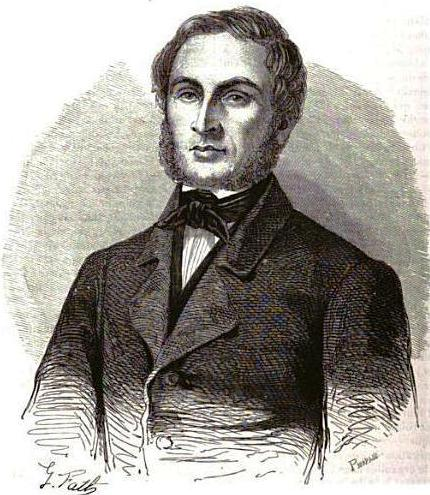
Tekening van Eugène Rouher rond 1850 door Georges Fath.

Eind 1852 werd hij vice-voorzitter van de Raad van State, het staatsorgaan dat door keizer Napoleon III werd gecontroleerd en het exclusief initiatiefrecht had om wetsontwerpen te formuleren. In 1855 werd hij vervolgens minister van Landbouw, Handel en Openbare Werken. Onder zijn ministerschap werd in Frankrijk het spoorwegennet verder uitgebouwd en sloot Frankrijk een vrijhandelsakkoord af met het Verenigd Koninkrijk van Groot-Brittannië en Ierland, ook het Cobden-Chevalierverdrag genoemd. De Franse onderhandelaars waren Michel Chevalier en François Barthélemy Arlès-Dufour.
Op 12 juni 1856 werd Rouher door keizer Napoleon III benoemd tot senator. Hij zou in de Senaat blijven zetelen tot de afkondiging van de Derde Franse Republiek op 4 september 1870. In juli 1869 werd hij bovendien voorzitter van de Senaat. Rouher werd onderscheiden met het grootkruis in het Legioen van Eer in 1860.
Op 23 juni 1863 werd Rouher minister-voorzitter van de Raad van State. Later dat jaar werd hij minister van Staat, wat maakte dat hij de vertegenwoordiger van de keizer werd in het Wetgevend Lichaam en de Senaat. Uit deze tijd stamt de door Émile Ollivier verzonnen bijnaam van vice-keizer. Deze dominante positie binnen de Franse staatsmacht dankte de kille en methodische Rouher aan zijn grenzeloze getrouwheid aan de keizer alsook aan de verzwakte gezondheidstoestand van het staatshoofd.

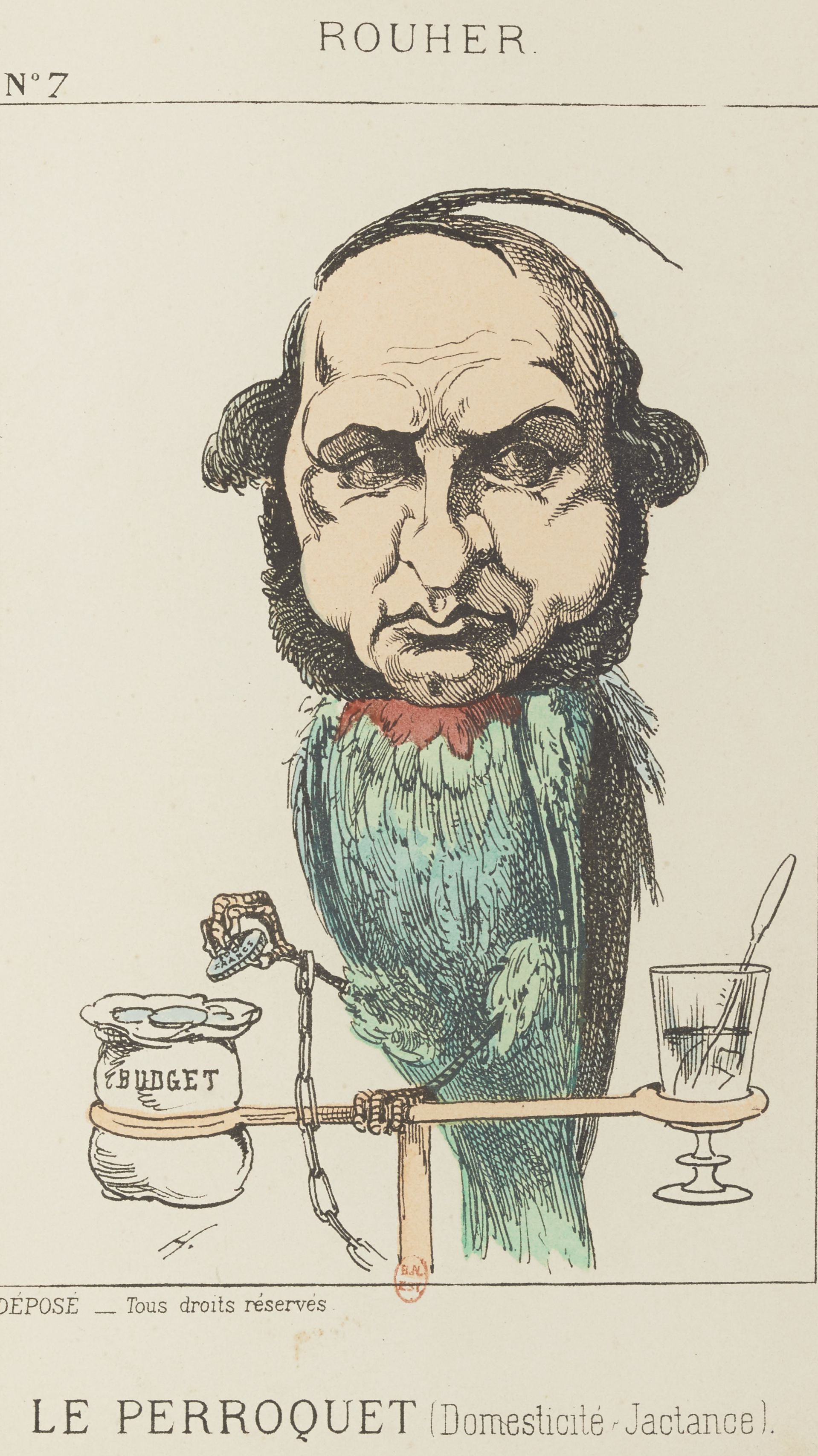
Karikatuur van Honoré Daumier, die Rouher voorstelt als een papegaai.

Door de geleidelijke overgang naar het Liberale Keizerrijk nam de invloed van Rouher af. Waar hij de keizer op binnenlands vlak vaak goede raad kon geven, waren zijn raadgevingen wat betreft het buitenlands vlak minder doortastend. Hij was een groot voorstander van de Franse invasie van Mexico, hoewel die eindigde in een pyrrhusoverwinning door de rerugtrekking van de Franse troepen onder druk van de naburige Verenigde Staten. Ook wilde hij de Zuiderlingen steunen in de Amerikaanse Burgeroorlog, hoewel de Fransen officieel neutraal bleven in dit conflict. De opkomende macht van Pruisen en de Frans-Duitse Oorlog, die leidde tot de val van het Keizerrijk, konden niet worden vermeden. Zo verzamelde de top van de Franse regering op 5 juli 1866 op het kasteel van Saint-Cloud om te beslissen over de Franse houding ten aanzien van de Oostenrijks-Pruisische Oorlog. Waar minister van Buitenlandse Zaken Édouard Drouyn de Lhuys voorstelde een sterk signaal uit te zenden naar de Pruisische kanselier Otto von Bismarck om zo een sterkere onderhandelingspositie te verkrijgen aanvankelijk door keizer Napoleon III werd gevolgd, wist Rouher de keizer er alsnog van te overtuigen om een alliantie te sluiten met Pruisen. Bismarck wist zo te profiteren van een zwakke Franse houding.

### Derde Franse Republiek
Na de val van het keizerrijk in 1870 bezocht Rouher meermaals de verbannen ex-keizer in Engeland. In juli 1871 werd hij op Corsica verkozen als parlementslid. Een jaar later sloot hij zich aan bij de bonapartistische fractie Appel au peuple. Als tegenstander van de Derde Franse Republiek stemde hij tegen de constitutionele wetten van 1875. In de jaren 1870 geraakte hij steeds herkozen. Toen na het overlijden van troonpretendent en zoon van de keizer Napoleon Eugène Lodewijk Bonaparte in 1879 de hoop op het herstel van het keizerrijk definitief uitdoofde, stelde Rouher zich in 1881 niet meer herverkiesbaar, wat het einde betekende van zijn politieke carrière.

## Trivia
- In zijn werk Les Châtiments, dat Victor Hugo in Brussel schreef nadat hij in ballingschap was gegaan, bekritiseerde hij het opportunisme van Rouher.
- Rouher was de inspiratiebron van Émile Zola in zijn werk Son Excellence Eugène Rougon uit 1876.
- Honoré Daumier dreef meermaals de spot met Rouher in zijn karikaturen.